# Morderstwo skautek w Oklahomie
Morderstwo skautek w Oklahomie – nierozwiązana sprawa morderstwa, które miało miejsce 13 czerwca 1977. W Camp Scott w hrabstwie Mayes zostały zgwałcone i zamordowane trzy skautki (członkinie GSUSA) w wieku od 8 do 10 lat. Ich ciała zostały pozostawione niedaleko ścieżki prowadzącej do pryszniców, około 140 metrów od ich namiotu. Sprawa została sklasyfikowana jako rozwiązana po aresztowaniu Gene Leroya Harta, uciekiniera z więzienia. Mężczyzna został jednak uniewinniony.
Zbrodni dokonano na ośmioletniej Lori Lee Farmer, rok starszej Michelle Heather Guse oraz dziesięcioletniej Doris Denise Milner.
Na temat sprawy powstały trzy książki: The Camp Scott Murders: The 1977 Girl Scout Murders autorstwa C. S. Kelly, Girl Scout Murders: The True Story of Violent Death and Indian Justice Charlesa W. Sassera oraz Someone Cry for the Children napisana przez Dicka Wilkersona i Michaela Wilkersona. Historią inspirowana była seria filmów Piątek, trzynastego.

## Tło historii
Niecałe dwa miesiące przed zbrodnią na terenie obozu w trakcie sesji szkoleniowej jedna z osób odkryła, że jej rzeczy zostały splądrowane, a pączki skradzione. Wewnątrz pustego pudełka po nich znaleziono odręczną notatkę, której autor lub autorzy obiecują zamordować trzy uczestniczki Camp Scott. Dyrektor obozowej sesji potraktował notatkę jako żart.